# Kalash (chanteur)
Pour les articles homonymes, voir Kalash.
Ne doit pas être confondu avec Kalash Criminel.
 (juillet 2021).
Kalash, de son vrai nom Kevin Valleray (né le 12 juin 1988 à Strasbourg, dans le Bas-Rhin), est un chanteur et rappeur français ayant grandi à Sainte-Luce, en Martinique,.

## Biographie

### Enfance religieuse
Kalash est né le 12 juin 1988 à Strasbourg où son père Ralph Valleray était venu poursuivre ses études de philosophie et d'histoire avant de devenir professeur de philosophie dans un lycée adventiste à Sainte-Luce en Martinique. Il quitte la métropole avec ses parents, âgé de deux mois. Il passe son enfance dans une atmosphère religieuse au sein de l'Église adventiste du septième jour, aux côtés de son père, qui a aussi étudié la théologie en Jamaïque durant quatre ans, comme ses deux oncles pasteurs et théologiens Guy et Joël Valleray. Sa mère, Murielle (née Filin), remariée au patron et constructeur de yoles, ainsi que lauréat du Tour des yoles rondes, Joseph Mas dit « Athon », est une infirmière diplômée d'État, infirmière libérale exerçant en Martinique.
Kalash passe ses quatre premières années d'enfance à la Cité Dillon, quartier populaire de Fort-de-France. À la suite de la séparation de ses parents en 1994, il vivra au Saint-Esprit, puis dans la commune du François.
L'enfance de Kalash est musicalement marquée par la figure de Lenny Kravitz dont son père est un fervent admirateur.
Kalash effectue presque toute sa scolarité en institutions adventistes du septième jour : école primaire de Kerlys puis, le collège/lycée Rama à Monésie Sainte-Luce. Il en garde une profonde imprégnation religieuse et surtout une foi intense en Dieu. Sa dernière année d'études secondaires en terminale fut au lycée Victor-Schœlcher.
Kalash est bien immergé dans un milieu religieux mais, toute son évolution ultérieure manifeste une totale liberté par rapport aux églises. Ses trois titres Only God Can Judge Me, 4 croisées et surtout Selon moi, expriment cette dimension religieuse et spirituelle.

### Premiers pas dans le dancehall
Kalash débute dans le milieu underground en 2003, apparaissant dans plusieurs compilations de dancehall. Influencé par les chanteurs (Bounty Killer, Admiral T...) de son époque et le folklore martiniquais, il se lance très jeune dans la musique. Grâce à ses premières compositions telles que Pran Pié ou encore Mama, il se fait de plus en plus connaître et apprécier par le public caribéen. Le 29 mars 2010, sort son premier album éponyme sur le label Chabine Prod. En 2011, Kalash remporte le prix SACEM martiniquais de la catégorie Reggae Dancehall pour sa chanson Pran Pié. En juin 2013, il sort son deuxième album 2 #Classic.

### DeKaosàDiamond Rock
En juillet 2015, sort le single Bando aux allures de gangsta rap, le single rencontre un grand succès et Kalash se fait relayer par Booba qui l'exposera à la scène hexagonale, et collaborera à deux reprises sur l'album à venir de Kalash.
Le 6 mai 2016 sort Kaos le 3e album de Kalash avec des pistes variant entre rap et dancehall. L'album atteint la 4e place du top album français en s'écoulant à 7 034 exemplaires lors de sa première semaine d'exploitation. L'album est certifié disque d'or en juillet 2016.
Le 4e morceau de l'album homonyme en featuring avec l'artiste Damso rencontre un franc succès dès sa sortie il reste notamment 9 semaines le titre le plus streamé en France, est certifié single de diamant moins de 3 mois après sa sortie.[réf. nécessaire]
Entre 2 albums, Kalash sort plusieurs titres dont : Willie Lynch dont le thème est le combat contre le racisme, L’Oiseau, Red Net #509 (26 mars 2018), hommage aux habitants d'Haïti, Tribute (25 août 2019), il rend hommage à deux chanteurs guadeloupéens sur du reggae à travers les morceaux Viré (sorti en 1995 sur l'album Krystall) et Kalin (sorti en 1992 sur l'album Spiritual) de Gilles Floro et Ki jan ké fé (sorti en 1994 sur Zoukamine) de Patrick Saint-Éloi.

### Tombolo
En avril 2022, il sort l'album Tombolo comprenant notamment des featurings avec Damso, Jkevlar, Gazo, Prince Swanny, Mavado, Ngofo Family, Bounty Killer, Maureen, Hamza, Skillibeng, Fanny J, Kima, Rvssian (en) et Wejdene.
Le single Laptop avec Maureen devient la première musique shatta à être certifiée par la SNEP single d'or puis single de platine,.

## Vie personnelle
Il est père d'un garçon, prénommé Éthan, né le 11 décembre 2010. Marié avec Ingrid Littré, ancienne Miss Monde Martinique et finaliste Miss Monde 2009, ils donnent naissance à leur fille, Iéva, née le 13 septembre 2017. Il se sépare d'Ingrid Littré vers avril 2018.
Depuis 2019, il est en couple avec Clara Messagier sa manageuse connue aussi sous le nom de Clara Kata,.
En décembre 2024, Ingrid Littré publie un livre, Sa vérité, dans lequel elle fait état de violences physiques et verbales de la part de Kalash ainsi que de cyberharcèlement. En réaction, ce dernier, qui nie les faits, exige avec sa compagne Clara Messagier le retrait de tous les livres ainsi que 150 000 € au titre de dommages et intérêts'.

## Affaires judiciaires

### Faits de violences sur des policiers
Dans la nuit du 13 au 14 novembre 2014, Kalash et Admiral T sont placés en garde à vue pour violences aggravées. Il leur est reproché d'avoir agressé trois policiers, manifestement en état d'ivresse. Les deux chanteurs contestent cette version et affirment avoir été victimes de violence policière. Le 15 novembre, ils sont libérés et placés sous contrôle judiciaire. Leur dossier a été renvoyé en instruction. Kalash sera jugé pour les motifs suivants : ivresse manifeste, violences sur une fonctionnaire de police (2 jours d'ITT), coups de pied, coups de poing, projection au sol, violences sur un fonctionnaire de police, gifles, radio et lunettes arrachées, outrage à une fonctionnaire de police.

### Condamnation pour possession d'arme illégale
Il est condamné le 26 octobre 2016, à une peine de six mois de prison avec sursis pour possession sans autorisation d'une arme de catégorie B. L'arme, d'une valeur de 2 000 euros, fut découverte par la police lors d'une perquisition de domicile effectuée en mai 2016.

### Outrage et rébellion envers les forces de l'ordre
Il est arrêté dans la nuit du 16 mars 2019 à Paris après avoir embouti plusieurs voitures sur les Champs-Elysées avec une Porsche. Il est placé en garde à vue pour outrage et rébellion envers personne dépositaire de l'autorité publique. Il sera jugé le 19 septembre 2019 devant le tribunal de Paris pour délit de fuite mais dépose plainte contre la police pour violences policières qui lui auraient entraîné une fracture du nez et deux dents cassées.

## Discographie

### Mixtapes
- 2007 : Impact Lyrical (avec Elvys, Lieutenant, YeahmanC...)
- 2009 : Ma Vision (avec X-Man, Saël, DJ Gil...)
- 2012 : Special K Vol.1 (avec Lieutenant et L-A-S-Nico)
- 2014 : Special K Vol.2 (avec Lieutenant, L-A-S-Nico, Riddla et Soumia)

### Compilations
- 2012 : Deluxe Edition
- 2014 : Le coffret hits 2009-2014

### Rééditions
- 2011 : Kalash (Collector Edition)
- 2013 : 2 #Classic (Collector Edition)

### Apparitions
- 2011 : Christiane Vallejo feat Kalash - Bombshell Party
- 2011 : Tairo feat Kalash - La roue tourne (sur l'album Ainsi soit-il)
- 2015 : Valley feat Kalash - Clash
- 2016 : Niska feat. Kalash & Skaodi - L'ennemi (sur l'album Zifukoro)
- 2018 : Dosseh feat. Kalash - Jet privé (sur l'album Vidalo$$a)
- 2019 : Chilla feat. Kalash - Ollie (sur l'album MŪN)
- 2019 : Dadju feat. Kalash - Mon cœur à ta taille (sur la réédition de l'album Gentleman 2.0)
- 2019 : IAM feat Kalash - Eldorado (sur l'album Yasuke)
- 2020 : McBox feat Kalash - Toucher (sur l'EP Insulaire)
- 2020 : Kima feat Kalash - 17
- 2021 : Hatik feat Kalash - Rappelle moi
- 2022 : Mavado feat Kalash - Money & Done Remix
- 2022 : Kima feat Kalash - Papillon (sur l'album La cour des grands de Kima)

## Filmographie
Sauf indication contraire, les informations mentionnées dans cette section peuvent être confirmées par la base de données cinématographiques IMDb,  présente dans la section « Liens externes ».
- 2025 : Mercato de Tristan Séguéla : lui-même (caméo)

## Distinctions
| Année     | Cérémonie               | Travail nommé    | Catégorie                                              | Résultat |
| --------- | ----------------------- | ---------------- | ------------------------------------------------------ | -------- |
| 2023 2024 | Les Flammes Les Flammes | Laptop Doliprane | Flamme du morceau caribéen ou d'inspiration caribéenne | Lauréat  |